# Ma Boy
Ma Boy (en hangul, 마 보이; romanización revisada, Ma boi) es una serie de televisión surcoreana especial de tres episodios transmitidos por Tooniverse en 2012, protagonizada por Kim So Hyun y Sun Woong.

## Argumento
Jang Geu Rim (Kim So Hyun), de 17 años, sueña con convertirse en cantante y por eso se une a una escuela secundaria musical de élite, donde asiste su ídolo favorito del K-pop Tae Joon (Min Hoo), con quien está muy agradecida. Irremediablemente termina involucrada con Irene (Sun Woong), su nueva compañera de cuarto que es admirada por todos los chicos y odiada por las chicas, ya que es una estrella de anuncios muy importante y bonita, pero lo que Geu Rim no sabe, es que en realidad ella resulta ser un chico disfrazado. 
La razón por la cual Irene —cuyo nombre real es Hyun Woo— finge ser un chica, es por su representante, ya que no tenía la suficiente habilidad para debutar como cantante. Tae Joon está completamente enamorado de Irene, y a pesar de no saber la verdad, le pide a Geun Rim que averigüe sobre ella para ver si hay compatibilidad entre ellos. Al no estar muy alegre por la petición de su querido Tae Joon, termina accediendo. Las cosas se ponen  tensas cuando Geun Rim descubre el secreto de Irene, ante esto, Hyun Woo le suplica que no diga nada y esta no lo hace. Aun así, Hyun Woo y Geun Rim comienzan a llevarse bien y descubren que tienen sentimientos el uno al otro, sin embargo, unos acontecimientos se interponen en sus caminos.

## Reparto

### Personajes principales
- Sun Woong como Hyun Woo / Irene.
- Kim So Hyun como Jang Geu Rim
- Min Hoo como Tae Joon.
- Kim Ha Yeon como Ji Soo.

### Personajes secundarios
- Kang Hyun Joong como Lee Eok Man.
- Park Hee Gon como Hoon Nam.
- Kim Hye Ji como Hye Ri.
- Seo Joon Yeol como Han Gyeol.
- Lee Jong Yeol como Jeong Jik Hae.
- Yeon Song Ha como Choi Sa Rang.
- Lee Jong Min como Reportero Kang.